# یندی فیلیپس
یندی فیلیپس (به انگلیسی: Yendi Phillipps) (زاده: ۸ سپتامبر ۱۹۸۵ در جامائیکا) ملکه زیبایی اهل جامائیکا است که در سال ۲۰۱۰ برنده دوم مسابقات دوشیزه جهان شد.